# Ullin, Illinois
Ullin là một làng thuộc quận Pulaski, tiểu bang Illinois, Hoa Kỳ. Năm 2010, dân số của làng này là 463 người.

## Dân số
Dân số qua các năm:
- Năm 2000: 779 người.
- Năm 2010: 463 người.